# Charles Saint-Prot
Charles Saint-Prot, né Michel Mathieu le 26 janvier 1951, est un géopolitologue et islamologue français.

## Biographie

### Origines et formation
Michel Mathieu naît le 26 janvier 1951. Après avoir fait sa maîtrise de droit, il effectue son service militaire en tant qu'aspirant dans une unité d'infanterie de troupes de marine. Dégagé de ses obligations militaires, il fait carrière comme juriste au sein du ministère de la Défense. Il termine cette carrière, au sein du même ministère, en tant que chargé des fonctions de rapporteur général près la Commission des recours des militaires auprès du Ministre de la Défense (JORF, 17 août 2001).
Il est docteur en droit privé (1984) et en science politique (2007), et habilité à diriger des recherches en sciences juridiques[Depuis quand ?].

### Carrière
Charles Saint-Prot est directeur général de l’Observatoire d’études géopolitiques (OEG) à Paris, un centre de recherches sur les relations internationales créé en 2004. Il codirige avec Zeina el Tibi la collection Études géopolitiques chez Karthala.
Il est Premier vice-président et doyen de l'Institut africain de géopolitique dont le siège central est à Dakar, avec des bureaux à Abidjan, Paris ou Rabat.
Chercheur associé au Centre Maurice Hauriou pour l'étude du droit public à la Faculté de droit de Paris Descartes, il anime un groupe de recherche sur la civilisation arabo-islamique et le droit islamique. Il enseigne à l'Université ouverte de Catalogne (Barcelone) au sein du Master international d'études arabes et islamiques.
Depuis les années 1980, Charles Saint-Prot a effectué plusieurs missions pour le compte de l’État français, en particulier au Maghreb, au Liban, auprès de Yasser Arafat et en Irak. Il a été conseiller en matière de démocratie et de transparence des présidents Yasser Arafat et Saddam Hussein. Certains de ses ouvrages visent à promouvoir la politique arabe de la France et les choix diplomatiques de Paris (cf. La France et le renouveau arabe, Les mystères syriens, Saddam Hussein publié en pleine guerre Irak-Iran alors que la France soutient fermement l'Irak…).
Charles Saint-Prot, qui a dirigé plusieurs revues (la Pensée nationale, à la fin des années 1970 ; la Revue d'études des relations internationales, de 1979 à 1981, et la revue Proche-Orient et Tiers Monde, de 1982 à 1986) et a fait partie des fondateurs des revues gaullistes Arguments pour la France et Une certaine idée (1998-2003), est l'auteur de nombreux ouvrages dont plusieurs ont été traduits en anglais, en arabe et en espagnol.
Attaché au gaullisme, Charles Saint-Prot, qui a été proche de Yasser Arafat et de Michel Aflaq, le fondateur du Baas, de l'Irak baasiste et du nationalisme arabe, consacre une partie de ses recherches à la pensée politique, en particulier à la question de la nation et de l’État.
Spécialiste de l’Islam, il propose dans son manuel Islam : l’avenir de la Tradition entre révolution et occidentalisation (Éditions du Rocher, 2008) une idée apaisée de l’Islam en exposant que le véritable Islam est celui de la religion du « juste milieu » (dîn al wasat), celle d’une tradition réformiste, pratiquant l’ijtihad (l'effort d'interprétation) dans les affaires relatives à la vie sociale (mouamalat). Cette tradition réformiste est à l’opposé des dérives extrémistes minoritaires et d’une occidentalisation conduisant au reniement de soi et à l'aliénation (voir notamment La tradition islamique de la réforme chez CNRS éditions).

## Accusations d'antisémitisme
En octobre 2023, il est placé en garde à vue, suspecté d’avoir tenu des propos antisémites à Levallois-Perret.

## Ouvrages
- La France et le renouveau arabe, Paris, Copernic, 1980.
- Présence de l'Islam (dir.), Paris, 1983.
- La guerre du Golfe. Pourquoi la France aide l'Irak, suivi d’un entretien avec le président Saddam Hussein, Paris, Proche-Orient et Tiers monde, 1983, trad. en arabe (Bagdad, Université al Bakr)
- Les mystères syriens, Paris, Albin Michel, 1984 (Traduit en arabe, Le Caire)
- Saddam Hussein. Un gaullisme arabe?, Paris: Albin Michel, 1987 (Traduit en arabe, Bagdad).
- Yasser Arafat, Paris: Jean Picollec, 1990 (traduit en arabe).
- L'Europe déraisonnable (collectif).Paris: F.X. de Guibert-Valmonde, 1992.
- Le nationalisme arabe, Paris : Ellipses, 1995 (traduit en arabe, Alger, 1996).
- L'Arabie heureuse, Paris ; Ellipses, 1997 (traduit en anglais et en arabe).
- Histoire de l'Irak, Paris, Ellipses, 1999.
- La pensée française, Paris-Lausanne: L'Âge d'homme, 2002.
- French Policy toward the Arab World, Abou Dhabi, ECSSR, 2003 (traduit en arabe).
- Le Liban regard vers l'avenir (dir.), Paris: OEG-Études géopolitiques, 2004.
- L'Arabie saoudite à l'épreuve des temps modernes (dir. avec Zeina el Tibi), Paris: OEG-Études géopolitiques, 2004.
- L'eau, nouvel enjeu géopolitiques (dir. avec Zeina el Tibi), Paris: OEG-Études géopolitiques, 2005.
- Djibouti au cœur de la géopolitique de la Corne de l'Afrique (dir. avec Zeina el Tibi), Paris: OEG-Études géopolitiques, 2005 (traduit en anglais).
- Géopolitique du Soudan (dir. avec Zeina el Tibi), Paris: OEG-Études géopolitiques, 2006.
- Les églises évangéliques et le jeu des États-Unis dans le monde arabe. Bruxelles : Solidarité-Orient, 2006 (traduit en flamand)
- La politique arabe de la France, OEG Études géopolitiques 7, 2007.
- France and the Arabian Gulf (col.), Abou Dhabi: ECSSR, 2007.
- L'Arabie saoudite face au terrorisme, dir., Paris: OEG-Karthala, Études géopolitiques 8, 2008.
- Quelle union pour quelle Méditerranée ?, dir. avec Zeina el Tibi. Paris : Observatoire d'études géopolitiques, Études géopolitiques 9- Karthala, 2008.
- Islam: l'avenir de la Tradition entre révolution et occidentalisation. Paris, Éditions du Rocher, 2008 (traduit en arabe et en anglais, 2010 et en chinois).
- Le Maroc en marche (dir.). Paris : CNRS éditions, 2009.
- Western Perception and Attitudes Towards Islam, Abu Dhabi, ECSSR, 2010, traduit en arabe.
- L’enjeu du dialogue des civilisations, dir. avec Jean-Pierre Machelon. Actes du colloque de Riyad (mars 2009) sous le haut patronage du roi Abdallah Ibn Abdelaziz al Saoud et du Président de la République française, M. Nicolas Sarkozy. Paris : Observatoire d'études géopolitiques, collection Études géopolitiques 10- Karthala, 2010.
- L’Occident et l’Islam. Abou Dhabi : ECSSR, 2010, en arabe.
- Vers un modèle marocain de régionalisation, dir. avec Ahmed Bouachik et Frédéric Rouvillois, Paris-Rabat, CNRS éditions et Remald, 2010.
- La tradition islamique de la réforme, Paris, CNRS éditions, 2010, traduction en arabe, Le Caire, Centre national de la traduction, 2013, trad. en espagnol, Barcelone, ed. Bellaterra, 2014.
- L'Islam et l'effort d'adaptation au monde contemporain. L'impératif de l'ijtihâd, dir., Paris, CNRS éditions, 2011.
- Mohammed V ou la monarchie populaire, Paris-Monaco, Le Rocher, 2011, trad. en arabe, Rabat, Marsam, 2015.
- La Constitution marocaine de 2011, lectures croisées, dir. avec Ahmed Bouachik et  Michel Degoffe, Rabat, Remald, 2012.
- La finance islamique et la crise de l’économie contemporaine, dir. avec Thierry Rambaud, Paris, OEG-Karthala, col. « études géopolitiques 11 », 2012, 120 p. trad. en arabe.
- Le Mouvement national arabe. Emergence et maturation du nationalisme arabe de la Nahdaa au Baas, Paris, Ellipses, 2013, 176 p.
- L'exception marocaine, dir. avec Frédéric Rouvillois, Paris, Ellipses, 2013, 282 p.
- L'évolution constitutionnelle de l'Égypte, dir. avec Jean-Yves de Cara, Paris, OEG-Karthala, col. « études géopolitiques 12 », 2014, 184 p.
- Sahara marocain, Le dossier d’un conflit artificiel, sous la direction de Charles Saint-Prot, Jean-Yves de Cara et Christophe Boutin, Paris, éditions du Cerf, 2016, 320 pages[7], traduit en anglais, The Moroccan Sahara (https://www.amazon.fr/Moroccan-Sahara-Saint-Prot-Cara/dp/2204117056)
- Les constitutions arabes, dir. avec Christophe Boutin et Jean-Yves de Cara , Paris, Karthala - collection "études géopolitiques", 2016, 348 pages[8].
- L'État-nation face à l'Europe des tribus, Paris, Éditions du Cerf, collection Idées, 2017, 128 pages[9].
- Mémento de la question du Sahara marocain, avec JY de Cara et C. Boutin, Paris, éditions du Cerf, 2017, en quatre langues (français, arabe, anglais et espagnol).
- Jacques Berque, artisan du dialogue des civilisations, dir., Paris, éditions du Cerf, collection "études islamiques", 2018.
- Mai 68, la révolution des imbéciles, éditions de Flore, 2018.
- Géopolitique des Émirats arabes unis, Paris, éd. Karthala, collection « études géopolitiques », 2019.
- Mohammed VI, ou la monarchie visionnaire, Paris, éd. du Cerf, 2019.
- « La tradition réformiste de la monarchie », L’Arabie saoudite à l’heure des défis, Paris , Politique internationale (Dossiers spéciaux : n°165), 2019. Traduit en anglais.
- Une histoire du nationalisme arabe, Paris, éd. Karthala, collection « études géopolitiques », 2022
- Géopolitique du sport au Maroc (avec Michel Ruimy), Paris, Éditions du Cerf, coll. "Patrimoines", 2023  (ISBN 978-2204158060)
- Plaidoyer pour le nationalisme, préf. Jean-Yves de Cara, Paris, Éditions de Flore, 100 p., 2023

## Distinctions

### Prix
- Prix Dupleix 1987 pour Saddam Hussein.Un  gaullisme arabe?
- Prix Turgot-FFA, 2013[10]
- Grand Prix de la Société de géographie de Paris (1998)
- Médaille d'or de la Réunification du Yémen (2004)
- Médaille de l'Union des journalistes arabes en Europe (UJAE) poor son soutien aux causes arabes (2023)

### Décorations
- Officier de l'ordre des Arts et des Lettres Il est élevé au grade d’officier par l’arrêté du 25 septembre 2017[11].
- Ordre du Wissam Al-Alaoui. En juillet 2016, il est décoré officier (troisième classe) de l'Ordre du Ouissam alaouite — ordre de la Dynastie alaouite[12] — par le roi du Maroc Mohammed VI[13],[14].
- Chevalier du Ouissam al Rafidain (ordre des deux fleuves) en 1999 (remis par le président Saddam Hussein)[15]